# Terták Elemér
Terták Elemér (Budapest, 1918. november 2. – Budapest, 1999. július 8.) műkorcsolyázó, világbajnoki és kétszeres Európa-bajnoki bronzérmes, kétszeres főiskolai világbajnok, háromszoros magyar bajnok; sportíró, sportvezető, nemzetközi versenybíró, a Magyar Korcsolyázó Szövetség alelnöke.

## Családja
Terták Elemér Lajos római katolikus posta- és távirdatiszt és az izraelita Löwi Regina gyermekeként született. Fia Terták Ádám, közgazdász.

## Sportolói pályafutása
1926-tól a Budapesti Korcsolyázó Egylet műkorcsolyázója volt. Egyéni műkorcsolyázásban ért el jelentős eredményeket. 1934-től szerepelt a magyar válogatottban. Ugyanebben az évben az innsbrucki Európa-bajnokságon bronzérmet szerzett. A magyar csapat tagja volt az 1936. évi téli olimpián. 1937-ben a bécsi világbajnokságon és a prágai Európa-bajnokságon is bronzérmes lett. 1939-ben, második főiskolai világbajnoki címének megszerzése után visszavonult.

### Sporteredményei
- olimpiai 8. helyezett: 
  - 1936, Garmisch-Partenkirchen
- világbajnoki 3. helyezett: 
  - 1937, Bécs
- háromszoros világbajnoki 6. helyezett:
  - 1935, Budapest
  - 1938, Berlin
  - 1939, Budapest
- kétszeres Európa-bajnoki 3. helyezett:
  - 1934, Innsbruck
  - 1937, Prága
- kétszeres Európa-bajnoki 5. helyezett:
  - 1936, Berlin
  - 1938, St. Moritz
- kétszeres főiskolai világbajnok:
  - 1937, Zell am See
  - 1939, Lillehammer–Trondheim
- háromszoros magyar bajnok: 1937–1939

## Sportvezetői és oktatói pályafutása

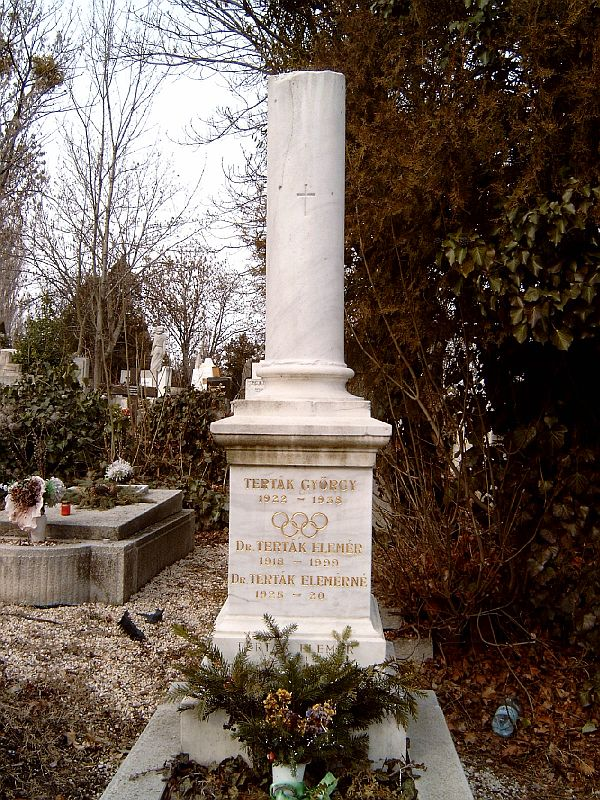
Terták Elemér sírja Budapesten. Farkasréti temető: 30/3-1-3.

1940-ben a budapesti egyetemen jogtudományi doktori oklevelet szerzett. 1945-től 1950-ig a Magyar Országos Korcsolya Szövetség alelnöke, egyúttal 1945-től 1952-ig a Csepeli Vasas szakosztályvezetője volt. Jelentős szerepet játszott a magyar műkorcsolya sport második világháború utáni újjászervezésében. 
1947-től nemzetközi versenybíróként is tevékenykedett. 1951-től tagja lett a Nemzetközi Korcsolya Szövetség (ISU) technikai bizottságának, 1957-től elnökségének. 1963-ban a Testnevelési Főiskolán korcsolya szakedzői oklevelet szerzett, 1960-tól a főiskola műkorcsolyaedzői tanfolyamait vezette. 1979-ben Jaross Pállal a műkorcsolya-eredményszámítás új módszerét dolgozta ki.
1988-ban lemondott a nemzetközi szövetségben betöltött tisztségéről. Ugyanettől az évtől a Testnevelési Főiskola címzetes egyetemi docense lett. 1993-ban a Magyar Olimpiai Bizottság érdemérmével tüntették ki.

### Főbb művei
- A műkorcsolyázás (Budapest, 1980)
- Műkorcsolyázás és jégtánc (Budapest, 1981)
- Műkorcsolyázás (Budapest, 1986)
- Skating around the World 1892-–1992 (1992)
- Skating in the Olympic Games 1908–1994 (1994)